# Minden City (Míchigan)
Minden City es una villa ubicada en el condado de Sanilac en el estado estadounidense de Míchigan. En el Censo de 2010 tenía una población de 197 habitantes y una densidad poblacional de 69,21 personas por km².

## Geografía
Minden City se encuentra ubicada en las coordenadas 43°40′19″N 82°46′39″O / 43.67194, -82.77750. Según la Oficina del Censo de los Estados Unidos, Minden City tiene una superficie total de 2.85 km², de la cual 2.84 km² corresponden a tierra firme y (0.27%) 0.01 km² es agua.

## Demografía
Según el censo de 2010, había 197 personas residiendo en Minden City. La densidad de población era de 69,21 hab./km². De los 197 habitantes, Minden City estaba compuesto por el 95.43% blancos, el 0% eran afroamericanos, el 0.51% eran amerindios, el 0.51% eran asiáticos, el 0% eran isleños del Pacífico, el 1.52% eran de otras razas y el 2.03% pertenecían a dos o más razas. Del total de la población el 1.52% eran hispanos o latinos de cualquier raza.